# Momificación en el Antiguo Egipto

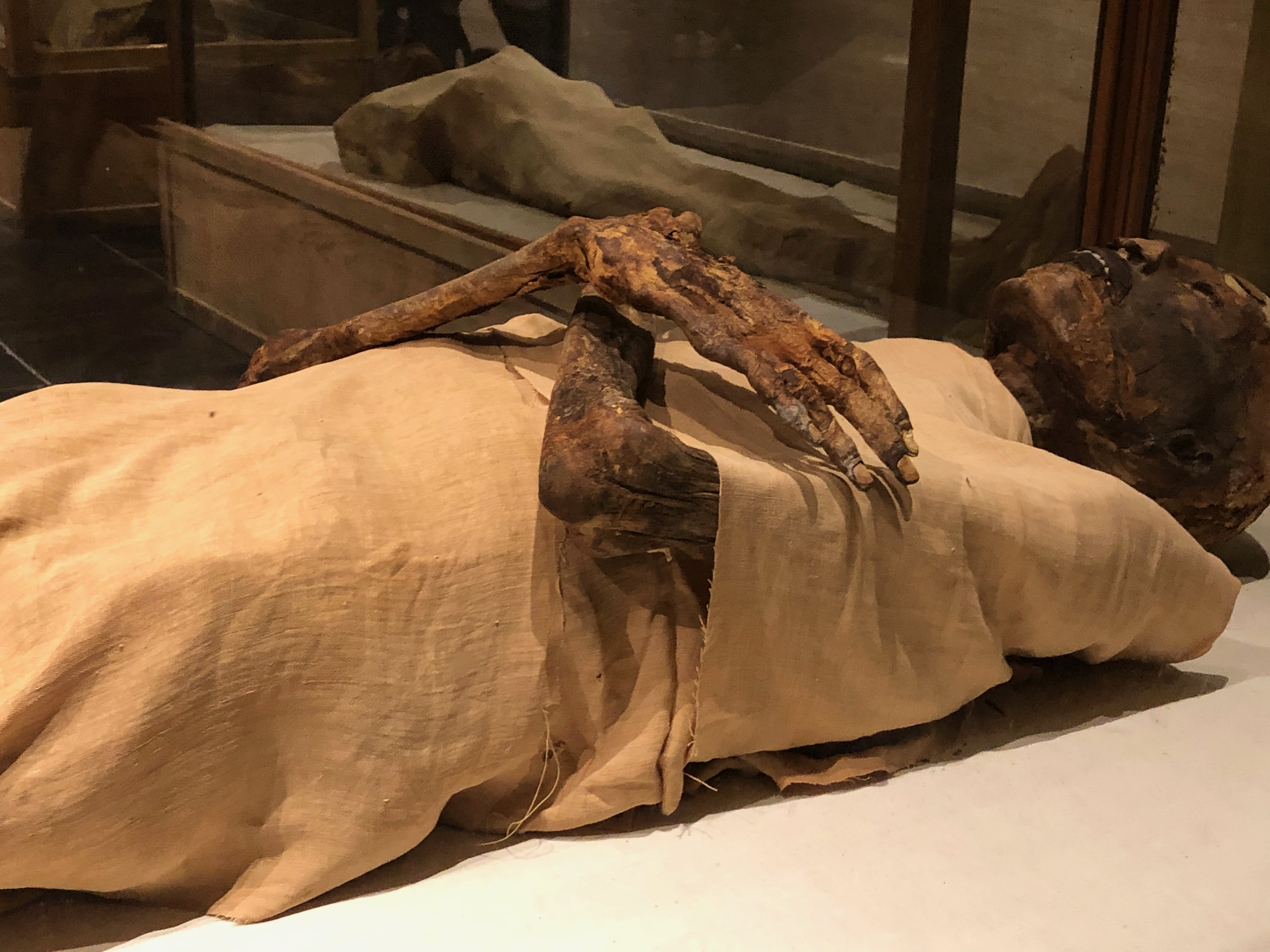
Momia de Ramsés IV, en el Museo de Antigüedades Egipcias de El Cairo (Egipto).

La momificación en el Antiguo Egipto es el acto por el que se impedía que un muerto llegase a su putrefacción natural. Se inscribía en un complejo ritual funerario egipcio establecido para asegurar la conservación de su cuerpo material y poder así unirse con su "alma" en el Más Allá (la tierra de los muertos) y proseguir allí con su vida eternamente.
Los antiguos egipcios creían que la muerte era solo el comienzo, y representaba la separación entre el cuerpo y el alma, el ba que se corresponde con el alma y el ka, que representa la energía vital. Era necesario que el ba y el ka, al despertar de su nueva vida, pudiesen reintegrarse al cuerpo, previamente conservado. La momificación tenía como principal objetivo el purificar y volver divino al cuerpo que se convertiría en Osiris o una imitación suya.

## Origen de la momificación
La momificación era practicada por diferentes civilizaciones, pero fue en Egipto donde la momificación por medios artificiales alcanzó su punto máximo, tanto en términos de perfección técnica como en su arte. La momificación era una necesidad de tipo religioso, porque los egipcios creían en la vida después de la muerte pero vinculada a la conservación del cuerpo muerto y esta técnica permitía alcanzarla. Los orígenes de la momificación son difíciles de precisar. Algunos piensan que la generalización de la momificación tomó como punto de partida las numerosas inundaciones del Nilo, que al exhumar los cadáveres, fueron fuente de epidemias mortales. Sin embargo, esta afirmación sigue siendo una mera hipótesis. En la época predinástica, hace unos 6000 años, los cuerpos eran enterrados envueltos en pieles de animales o esteras, simplemente, en fosas en el desierto, de tal manera que la arena seca y caliente absorbía el agua de los tejidos corporales y garantizaba una buena conservación del cuerpo por métodos naturales de desecación.
La primera evidencia de momificación intencional data de c. 3500 a. C.  Se han encontrado partes de cuerpos humanos momificados en Hieracómpolis que muestran rastros de resina y vendas de lino.
La primera momia egipcia intacta, encontrada hasta ahora, es la identificada como la 32751, procedente de Gebelein, que data de aproximadamente 3400 a. C., y que se conserva actualmente en el Museo Británico. La citada momia 32751 fue apodada previamente "Ginger" por el color jengibre de su pelo, pero esta práctica se interrumpió en 2004, para dar más dignidad a los restos humanos. Era la momia de un hombre adulto, aunque su edad exacta al morir es incierta. Aparentemente, fue preservada por su contacto directo con la arena seca del desierto, aunque se desconoce si se pretendía en ese momento conseguir una momificación. También se recuperaron vasijas de cerámica en la tumba, pero tampoco se conoce su significado.

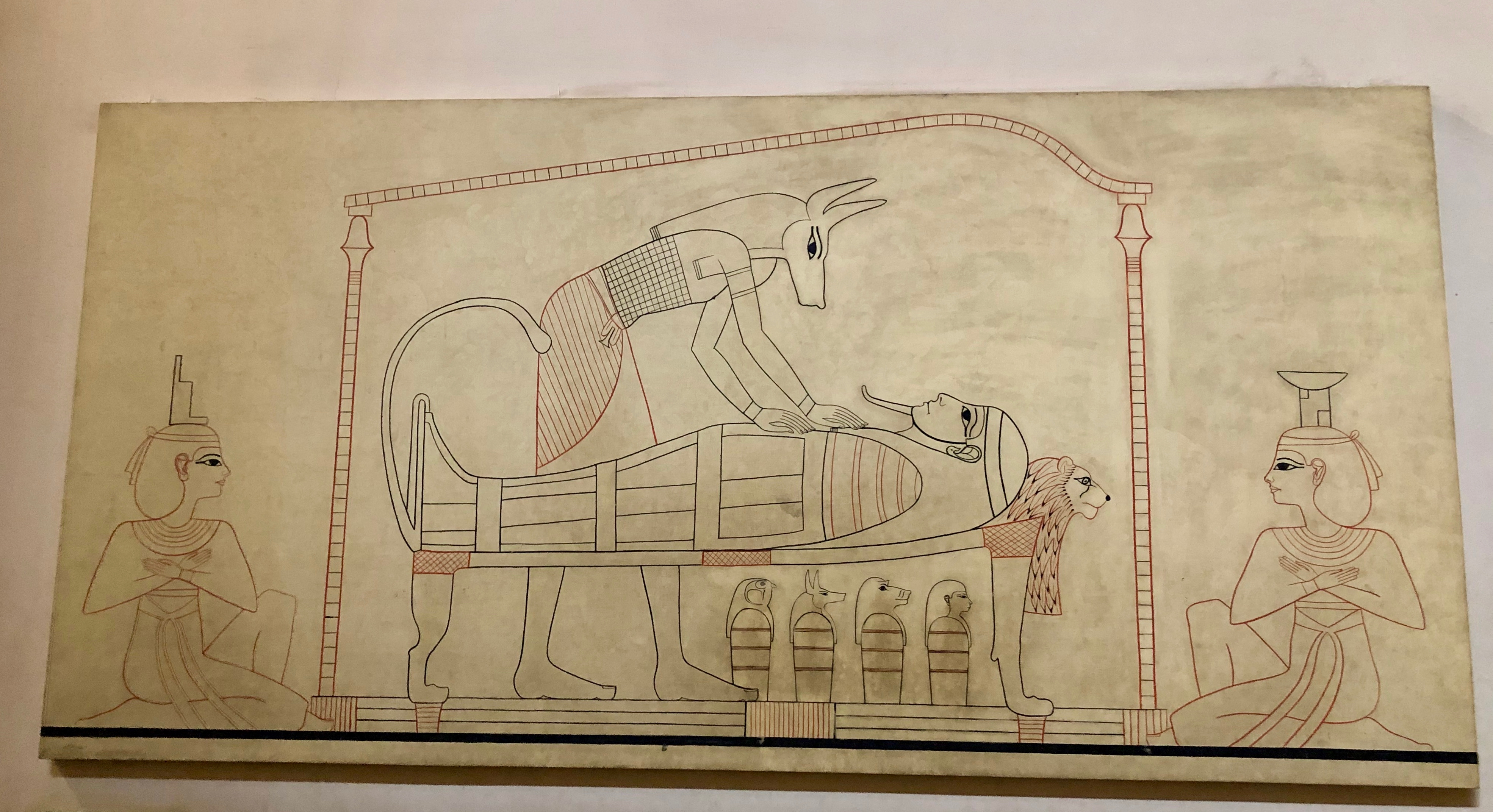
Las diosas Isis y Neftis se colocan a ambos lados de la escena, donde Anubis se inclina sobre los muertos.

Es durante el período tinita, cuando la momificación comenzó a experimentar un mayor interés, cuando observaron que si se enterraba a los muertos en ataúdes de madera para protegerlos y a su vez los enterraban en tumbas construidas exprofeso, los cadáveres llegaban a descomponerse. Para evitarlo, empezaron a desarrollar diferentes técnicas artificiales de momificación, como envolviendo el cadáver con vendas de lino o sudario impregnado de natrón o resina. Al tiempo, la momificación se desarrolla y tiene un interés prioritario por la leyenda de Osiris, cuando éste es resucitado gracias a su embalsamamiento por Anubis y con la ayuda de fórmulas mágicas. De esta forma, Osiris se convirtió en dios de los muertos y del renacimiento de la vida, que era representado como una momia con vendajes. Anubis, se convirtió en el patrón de los embalsamadores.
A pesar de este gran interés, la momificación solo es accesible para las clases altas. En esta época, los embalsamadores realizan incisiones en el cuerpo para la extracción de los órganos internos de la caja torácica y del vientre, por lo que se han encontrado especialmente vasos canopos para contenerlos. Las vísceras momificadas, envueltas en paño de lino se colocan en cuatro vasos canopos decorados con cabezas de cuatro hijos de Horus: Amset (cabeza humana), Hapi (cabeza de babuino), Duamutef (cabeza de chacal) y Quebesenuf (cabeza de halcón).
Durante el Imperio Medio, el embalsamamiento se generalizó y su técnica se hizo más minuciosa, aunque la conservación de las momias no llegó a ser suficientemente eficiente. Hay que esperar hasta el Imperio Nuevo para que la momificación realmente alcance su punto máximo. De hecho, es cuando se consigue mantener la expresión de la cara, que es una novedad respecto a momias anteriores, que ofrecen solo tegumentos ennegrecidos unidos al esqueleto. Las momias que se realizan durante las dinastías XVIII y XIX son los mejores que se han encontrado en cuanto a expresión, preservación y riqueza decorativa. La momias más famosas son de este período, como las de Ramsés II o Seti I. Las momias de reyes o príncipes son considerados como verdaderas obras de arte.

## Etapas
En un taller, los embalsamadores lavaban y preparaban el cuerpo del difunto para llevar a cabo diversas operaciones de momificación, que duraban 70 días. El cuerpo eviscerado se secaba al sol y se cubría con varias capas de aceites vegetales (resina de coníferas, aceites aromáticos y ungüentos) y animales (cera de abejas, que debido a sus propiedades hidrofóbicas y antibacterianas jugaron un papel importante). Después se ponían las vendas sobre el cuerpo, y sobre todo, en el Período Tardío se colocaban sobre la momia determinados amuletos que hacían un papel protector y se ocultaban bajo otras vueltas de venda. A veces, se colocaba además una red elaborada principalmente con cuentas de loza. A continuación, el cuerpo se colocaba en uno o varios sarcófagos pintados y grabados. A veces, la cara se cubría con una máscara de momia, usualmente pintada, pero que en el caso de las momias reales, se hacía en oro, para reflejar su aspecto idealizado.
Algunos órganos que se lavaban con vino de palma y especias tostadas se mantenían en cuatro vasos canopos con la imagen de los cuatro hijos de Horus. En el interior del vaso canopo de Amset se colocaba el estómago y el intestino grueso. En el de Hapi, el intestino delgado, en el de Duamutef, los pulmones y en el de Quebesenuf, el hígado y la vesícula biliar. El corazón se quedaba generalmente en su lugar o se volvía a colocar en su sitio, pues era importante que no se separara del cuerpo ya que se suponía que era la sede de los sentimientos, el pensamiento, la conciencia y la vida, siendo responsable de la individualidad de cada persona.
La familia y las plañideras recogían el cuerpo y en procesión, encabezada por sacerdotes, llevaban al fallecido a su última morada. Allí, el sumo sacerdote, según un ritual bien definido, procedía  a los conjuros finales, tocando, en un gesto sagrado, los siete orificios de la cabeza de la momia para hacerle revivir los sentidos. Se disponían las ofrendas y se sellaba la tumba.
Este proceso cambió a lo largo del tiempo y en función del grado de riqueza y poder. Sin embargo, la momificación, se intentaba llevar a cabo en todas las capas de la sociedad, aunque fuese en menor grado de técnica, minuciosidad y ritual, pues cada egipcio debía ser capaz de alcanzar la vida después de la muerte.
Al morir un egipcio, su familia llevaba el cuerpo a los embalsamadores y negociaba largamente sus tarifas de servicio.

Después del duelo, llevan el muerto a embalsamar. Hay gentes establecidas a este efecto y ejercen estas artes como propiedad transmisible por herencia...
Los embalsamadores muestran los modelos de cadáveres en madera, imitados mediante pintura, y aconsejan el más digno de atención, que fue el dios, cuyo nombre no puedo decir aquí. Enseñan un segundo, con precio más bajo y finalmente, un tercero, más barato.
Heródoto, Historias, II, 86.

Las familias solían traer sus propios paños y vendas de lino, recuperados normalmente de ropas viejas o vestidos, cortados en tiras, con las que se confeccionaban los indispensables vendajes de embalsamamiento.
Se puede considerar que existían tres clases de embalsamamiento, en función de su precio. La más sencilla consistía en inyectar en los intestinos un jugo de syr maia, especie de rábano seco y después se sumergía el cuerpo en natrón. Con un precio medio, se inyectaba aceite de cedro en el abdomen y se sumergía en natrón. Al sacarlo, las vísceras estarían licuadas.
El embalsamamiento menos común entre los egipcios de clase media, pero de rigor para personajes reales sería el "embalsamamiento de primera clase", que para Diodoro Sículo, era muy costoso, un talento de plata de su época. Se componía de cuatro pasos.

### Extracción del cerebro
En la primera etapa se extraía el cerebro por los orificios de la nariz, mediante unos ganchos de bronce, para verter posteriormente en su interior un líquido resinoso. El encéfalo, se reduce entonces a una pulpa, fluyendo a continuación a través del agujero hecho. En algunos casos, por lo general para una momificación menos avanzada, se divide la caja craneal y se extrae el cerebro que es retenido, por los vendajes. En un segundo paso, se vierte natrón en el cráneo para disolver los restos de cerebro que puedan quedar, quedando el cráneo vacío. Después se vierte un líquido resinoso formado por resina de coníferas, cera de abejas y  aceites vegetales perfumados.

### Evisceración
En la segunda etapa, un escriba marcaba en un costado el lugar donde el cortador (parascyte) debía abrir la cavidad ventral:

Con una piedra etíope afilada, extraen todos los órganos del abdomen, incluyendo el hígado y los intestinos. Se lava con vino de palma, se rociaban perfumes y finalmente se cosía después de haberlo llenado de mirra pura triturada, canela y otros perfumes, excluyendo solamente el incienso.
Heródoto, Historias, II, 86-87.

Más específicamente, la incisión permitía sacar los intestinos y diversos órganos: solo el corazón, sede del asiento del pensamiento y los sentimientos y los riñones quedan o son puestos en su lugar después de la momificación. A veces, sin embargo, el corazón es sustituido por un escarabeo, que sería el equivalente de un corazón mágico de repuesto. Los órganos se limpiaban y se colocaban por separado y envueltos en paño de lino en los cuatro vasos canopos.

### Deshidratación
En la tercera etapa, el cuerpo es tratado con natrón. Los embalsamadores llenaban el interior del tronco de telas con sal de natrón y sustancias aromáticas. Esta mezcla de carbonato y bicarbonato de sodio tiene propiedades higroscópicas y atrae la humedad del tejido. El proceso de desecación se ve favorecido por el clima muy seco de Egipto. El cuerpo es también expuesto al sol. Este tratamiento tiene una duración de unos 70 días.
Después de secar las telas, los embalsamadores lavaban el cuerpo y le ungían con diversos aceites y resinas, para hacer que la piel sea más flexible.

### Vendaje

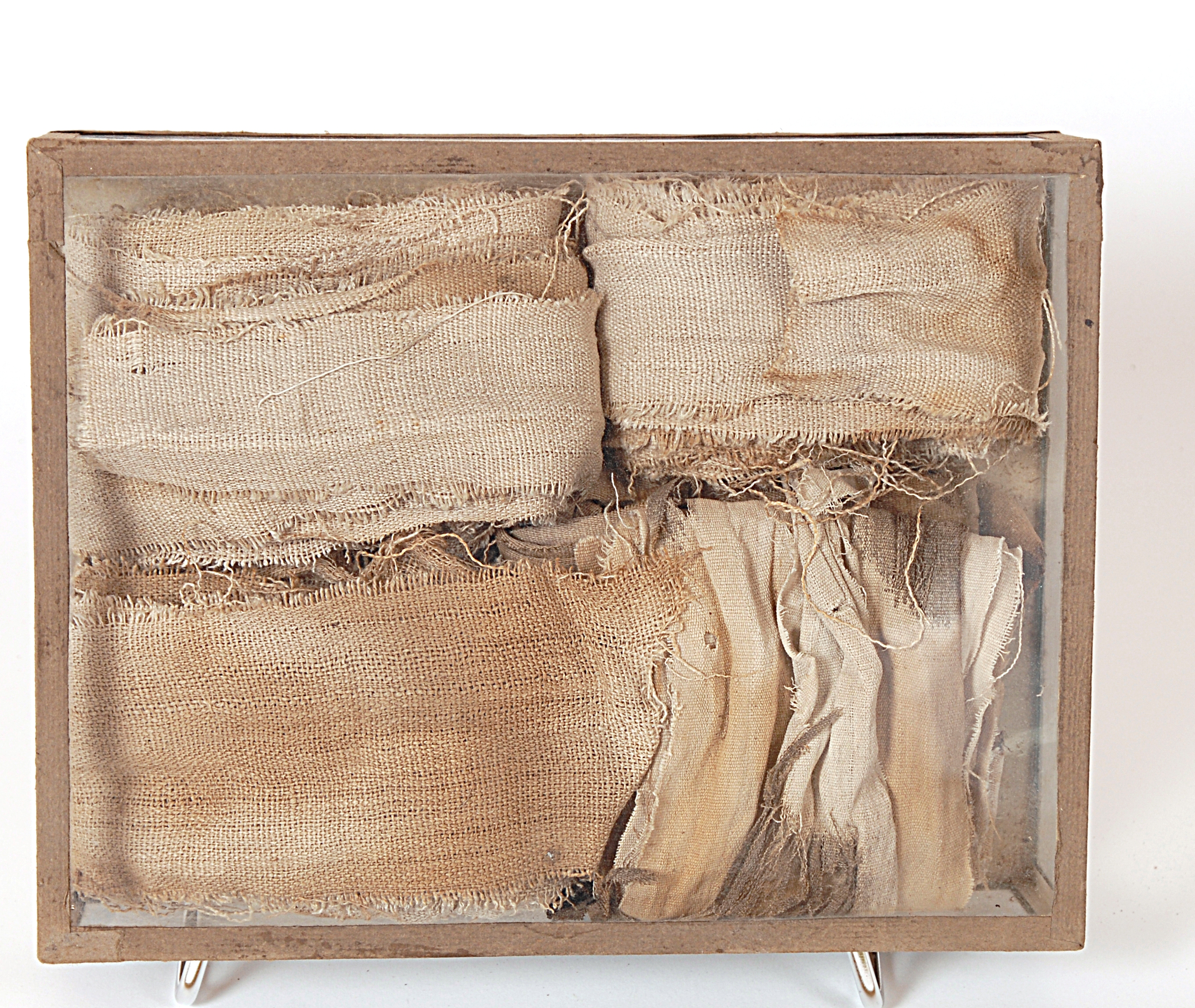
Conjunto de vendas de lino, conservadas en la Biblioteca Museo Víctor Balaguer

Esta cuarta etapa tiene por objetivo preservar la carne y evitar la desintegración del cuerpo. Los coaquitas (coacytes) envolvían el cuerpo con finas vendas y colocaban amuletos rodeados de papiros en el cuerpo del difunto, después de haber llenado las cavidades abdominales y la caja torácica con tampones de lino impregnados con resina, serrín de madera o incluso líquenes aromáticos (como en las momias de los faraones Siptah y Ramsés IV). A veces, determinados amuletos prescritos por el ritual, estaban cosidos a una red de cuentas de fayenza azul sobrepuestos a la momia.

## Momificación de animales

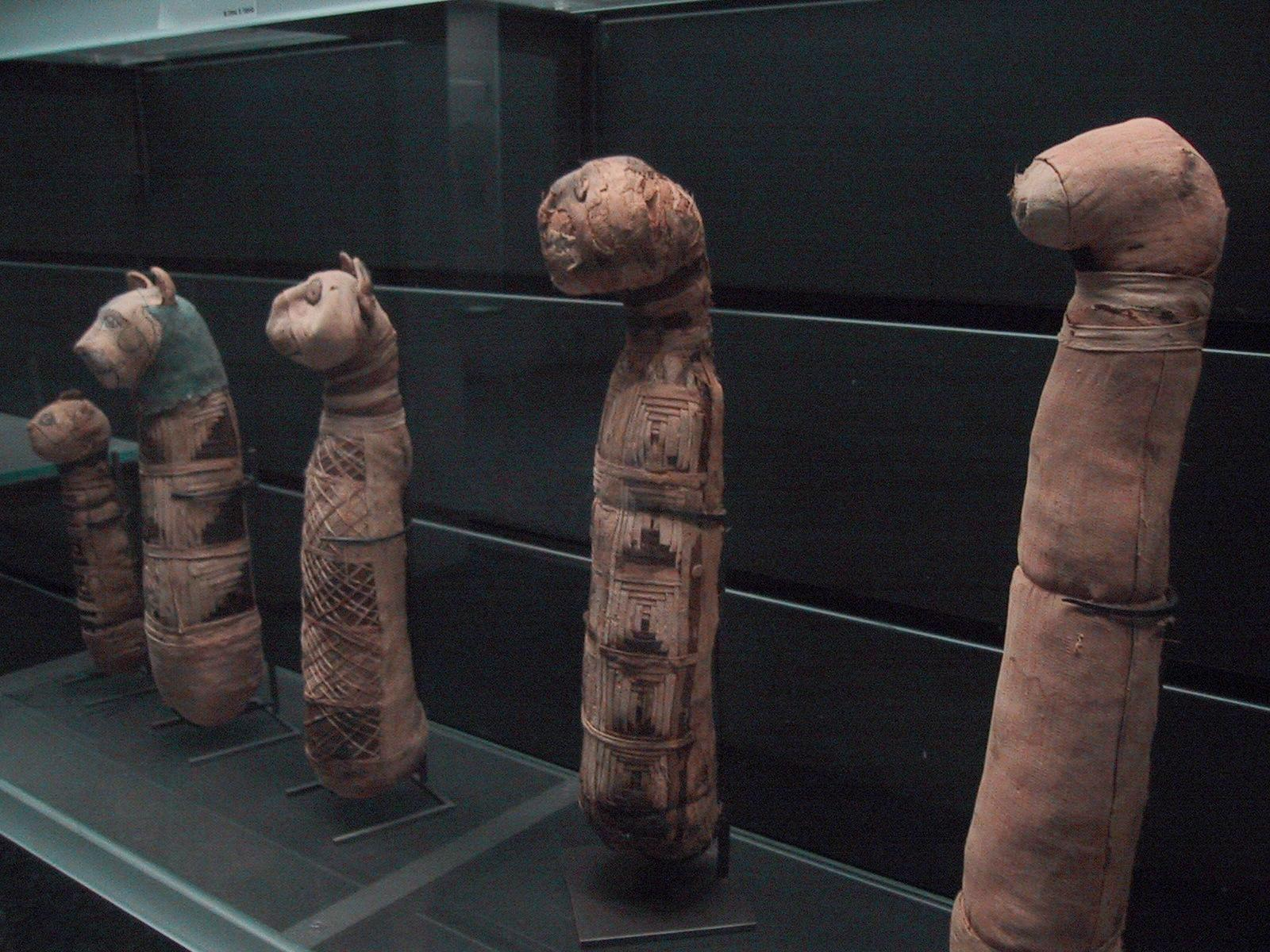
Momias de gatos en el Museo del Louvre

La momificación en el Antiguo Egipto no solo se produjo en los seres humanos sino que también se llevó a cabo en animales, aunque por diferentes motivos.
Cuando una mascota de una persona moría, ya fuesen gatos, perros, monos o cualquier otro animal, podían ser momificados, incluso, a imitación de los humanos, y también se le podía confeccionar sarcófago o estela funeraria especial. Se conoce el caso del perro Abutiu, que por orden del faraón tuvo un entierro ceremonial como si fuese un dignatario humano
En otros casos, en animales específicos, los egipcios también veían la encarnación de una deidad, por lo que en los templos se les proporcionaba alimentación especial, cubriéndolos a veces de joyas y cuando morían, se les daba un funeral especialmente elaborado, como en el caso de los babuinos. Cabe destacar aquí al toro Apis, que fue momificado y enterrado en una tumba, en el Serapeum de Saqqara.
En el período Grecorromano de Egipto, no solo determinados animales individuales fueron considerados divinidades, sino que se consideraba sagrada toda su especie, por lo que se procedió a la momificación masiva de gatos, cocodrilos, perros, ibis, halcones, carneros y toros.